# Mannschaftskader der División de Honor (Schach) 2000
Die Liste der Mannschaftskader der División de Honor (Schach) 2000 enthält alle Spieler, die für die spanischen División de Honor im Schach 2000 gemeldet wurden, mit ihren Einzelergebnissen.

## Allgemeines
Neben vier Stammspielern durften die teilnehmenden Vereine vier Ersatzspieler melden. Nicht alle gemeldeten Spieler kamen auch zum Einsatz. CE Terrassa-Cirsa, CE Vulcà Barcelona, RC Labradores Sevilla und CA Centro Goya Villa de Teror setzten in allen Runden die gleichen vier Spieler ein, während bei UE Foment Martinenc Barcelona und CA La Caja Las Palmas je sechs Spieler mindestens eine Partie spielten. Insgesamt kamen 48 Spieler zum Einsatz, von diesen nahmen 29 an allen Wettkämpfen teil.
Punktbester Spieler war Fermín González Vélez (CE Terrassa-Cirsa) mit 7 Punkten aus 9 Partien, je 6,5 Punkte aus 9 Partien erreichten Francisco Vallejo Pons (CA Marcote Mondariz) und Salvador Gabriel Del Río Angelis (CA Reverté Albox). Rafael Rodríguez López (CA Marcote Mondariz) gewann seine beiden Partien und erreichte damit als einziger Spieler 100 %.

## Legende
Die nachstehenden Tabellen enthalten folgende Informationen:
- Nr.: Ranglistennummer
- Titel: FIDE-Titel; GM = Großmeister, IM = Internationaler Meister, FM = FIDE-Meister, WIM = Internationale Meisterin der Frauen, WFM = FIDE-Meisterin der Frauen
- Land: Verbandszugehörigkeit gemäß Elo-Liste von Juli 2000; ARG = Argentinien, BUL = Bulgarien, CAN = Kanada, CHI = Chile, CRO = Kroatien, CUB = Kuba, ENG = England, ESP = Spanien, GEO = Georgien, MAR = Marokko, MEX = Mexiko, NED = Niederlande, ROM = Rumänien, RUS = Russland, SWE = Schweden
- Elo: Elo-Zahl in der Elo-Liste von Juli 2000
- G: Anzahl Gewinnpartien
- R: Anzahl Remispartien
- V: Anzahl Verlustpartien
- Pkt.: Anzahl der erreichten Punkte
- Partien: Anzahl der gespielten Partien

## CA Palm Oasis Maspalomas
| Nr. | Titel | Name                   | Land | Elo  | G | R | V | Pkt. | Partien |
| --- | ----- | ---------------------- | ---- | ---- | - | - | - | ---- | ------- |
| 1   | GM    | Alexei Schirow         | ESP  | 2746 | 4 | 2 | 1 | 5    | 7       |
| 2   | GM    | Wesselin Topalow       | BUL  | 2707 | 4 | 2 | 1 | 5    | 7       |
| 3   | GM    | Jordi Magem Badals     | ESP  | 2482 | 3 | 5 | 0 | 5,5  | 8       |
| 4   | GM    | Lluís Comas Fabregó    | ESP  | 2516 | 1 | 6 | 0 | 4    | 7       |
| 5   | IM    | Javier Moreno Carnero  | ESP  | 2515 | 2 | 4 | 1 | 4    | 7       |
| 6   | IM    | Silvio Danailow        | BUL  | 2470 | 0 | 0 | 0 | 0    | 0       |
| 7   |       | Eduardo Ramírez Allo   | ESP  | 2167 | 0 | 0 | 0 | 0    | 0       |
| 8   |       | Sabrina Vega Gutiérrez | ESP  | 2131 | 0 | 0 | 0 | 0    | 0       |

## CA Marcote Mondariz
| Nr. | Titel | Name                      | Land | Elo  | G | R | V | Pkt. | Partien |
| --- | ----- | ------------------------- | ---- | ---- | - | - | - | ---- | ------- |
| 1   | GM    | Giorgi Giorgadse          | GEO  | 2599 | 2 | 6 | 1 | 5    | 9       |
| 2   | GM    | Francisco Vallejo Pons    | ESP  | 2554 | 5 | 3 | 1 | 6,5  | 9       |
| 3   | IM    | Roberto Páramos Domínguez | ESP  | 2439 | 4 | 1 | 4 | 4,5  | 9       |
| 4   | FM    | Roi Reinaldo Castiñeira   | ESP  | 2416 | 2 | 1 | 4 | 2,5  | 7       |
| 5   | IM    | Rafael Rodríguez López    | ESP  | 2332 | 2 | 0 | 0 | 2    | 2       |
| 6   |       | Víctor Miguel Lago        | ESP  | 2299 | 0 | 0 | 0 | 0    | 0       |
| 7   | FM    | Diego Guerra Bastida      | ESP  | 2305 | 0 | 0 | 0 | 0    | 0       |
| 8   | WIM   | Yudania Hernández Estévez | ESP  | 2322 | 0 | 0 | 0 | 0    | 0       |

## CA Reverté Albox
| Nr. | Titel | Name                             | Land | Elo  | G | R | V | Pkt. | Partien |
| --- | ----- | -------------------------------- | ---- | ---- | - | - | - | ---- | ------- |
| 1   | GM    | David García Ilundáin            | ESP  | 2490 | 0 | 8 | 1 | 4    | 9       |
| 2   | GM    | Mihai Șubă                       | ROM  | 2487 | 3 | 4 | 1 | 5    | 8       |
| 3   | IM    | Salvador Gabriel Del Río Angelis | ESP  | 2467 | 5 | 3 | 1 | 6,5  | 9       |
| 4   | IM    | Boris Slotnik                    | RUS  | 2419 | 0 | 1 | 0 | 0,5  | 1       |
| 5   |       | Josué Cano Sánchez               | ESP  | 2361 | 0 | 7 | 2 | 3,5  | 9       |
| 6   |       | José Francisco Muñoz Agulló      | ESP  | 2292 | 0 | 0 | 0 | 0    | 0       |
| 7   |       | José Juan Rubio Tapia            | ESP  | 2135 | 0 | 0 | 0 | 0    | 0       |
| 8   |       | Juan Martínez Sola               | ESP  | 2108 | 0 | 0 | 0 | 0    | 0       |

## CE Terrassa-Cirsa
| Nr. | Titel | Name                     | Land | Elo  | G | R | V | Pkt. | Partien |
| --- | ----- | ------------------------ | ---- | ---- | - | - | - | ---- | ------- |
| 1   | GM    | Loek van Wely            | NED  | 2643 | 0 | 0 | 0 | 0    | 0       |
| 2   | GM    | Roberto Cifuentes Parada | NED  | 2490 | 0 | 8 | 1 | 4    | 9       |
| 3   | FM    | Alejandro Pablo Marín    | ESP  | 2395 | 1 | 4 | 4 | 3    | 9       |
| 4   | IM    | Juan Pomés Marcet        | ESP  | 2388 | 1 | 7 | 1 | 4,5  | 9       |
| 5   | IM    | Fermín González Vélez    | ESP  | 2375 | 5 | 4 | 0 | 7    | 9       |
| 6   |       | Antonio Joanpera Morales | ESP  | 2362 | 0 | 0 | 0 | 0    | 0       |
| 7   | FM    | Marcel Ubach Miranda     | ESP  | 2322 | 0 | 0 | 0 | 0    | 0       |
| 8   |       | Emili Simón Padrós       | ESP  | 2260 | 0 | 0 | 0 | 0    | 0       |

## CE Vulcà Barcelona
| Nr. | Titel | Name                      | Land | Elo  | G | R | V | Pkt. | Partien |
| --- | ----- | ------------------------- | ---- | ---- | - | - | - | ---- | ------- |
| 1   | GM    | Orestes Rodríguez Vargas  | ESP  | 2494 | 1 | 6 | 2 | 4    | 9       |
| 2   | IM    | Javier Campos Moreno      | CHI  | 2491 | 3 | 4 | 2 | 5    | 9       |
| 3   | IM    | Ángel Martín González     | ESP  | 2411 | 2 | 5 | 2 | 4,5  | 9       |
| 4   | FM    | Santiago Beltrán Rueda    | ESP  | 2405 | 1 | 5 | 3 | 3,5  | 9       |
| 5   |       | Antonio Picañol Alemany   | ESP  | 2343 | 0 | 0 | 0 | 0    | 0       |
| 6   |       | Luis Alberto Gómez Jurado | ESP  | 2256 | 0 | 0 | 0 | 0    | 0       |
| 7   |       | Xavier Castañer Harster   | ESP  | 2217 | 0 | 0 | 0 | 0    | 0       |
| 8   |       | Robert Ferran Biosca      | ESP  | 2167 | 0 | 0 | 0 | 0    | 0       |

## UE Foment Martinenc Barcelona
| Nr. | Titel | Name                         | Land | Elo  | G | R | V | Pkt. | Partien |
| --- | ----- | ---------------------------- | ---- | ---- | - | - | - | ---- | ------- |
| 1   | GM    | Mihail Marin                 | ROM  | 2557 | 1 | 8 | 0 | 5    | 9       |
| 2   | IM    | Marc Narciso Dublan          | ESP  | 2507 | 3 | 2 | 4 | 4    | 9       |
| 3   | FM    | Manuel Granados Gómez        | ESP  | 2408 | 0 | 3 | 3 | 1,5  | 6       |
| 4   |       | Alfonso Jerez Pérez          | ESP  | 2386 | 3 | 5 | 1 | 5,5  | 9       |
| 5   |       | Antonio Torrecillas Martínez | ESP  | 2379 | 0 | 0 | 1 | 0    | 1       |
| 6   |       | Ramón José Abril             | ESP  | 2361 | 0 | 2 | 0 | 1    | 2       |
| 7   |       | Jordi de la Riva Aguado      | ESP  | 2282 | 0 | 0 | 0 | 0    | 0       |
| 8   |       | Eduardo López Agustench      | ESP  | 2243 | 0 | 0 | 0 | 0    | 0       |

## RC Labradores Sevilla
| Nr. | Titel | Name                               | Land | Elo  | G | R | V | Pkt. | Partien |
| --- | ----- | ---------------------------------- | ---- | ---- | - | - | - | ---- | ------- |
| 1   | GM    | Kevin Spraggett                    | CAN  | 2501 | 0 | 0 | 0 | 0    | 0       |
| 2   | GM    | Hicham Hamdouchi                   | MAR  | 2541 | 0 | 8 | 1 | 4    | 9       |
| 3   | IM    | Antonio Gamundí Salamanca          | ESP  | 2464 | 3 | 1 | 5 | 3,5  | 9       |
| 4   | IM    | Fernando Vega Holm                 | ESP  | 2408 | 3 | 2 | 4 | 4    | 9       |
| 5   |       | Carlos Barrero García              | ESP  | 2304 | 3 | 4 | 2 | 5    | 9       |
| 6   |       | Damián Checa Calderón              | ESP  | 2251 | 0 | 0 | 0 | 0    | 0       |
| 7   |       | Enrique Álvarez de Toledo Cornello | ESP  | 2170 | 0 | 0 | 0 | 0    | 0       |
| 8   |       | Gaspar Pérez Matheos               | ESP  |      | 0 | 0 | 0 | 0    | 0       |

## UGA Barcelona
| Nr. | Titel | Name                      | Land | Elo  | G | R | V | Pkt. | Partien |
| --- | ----- | ------------------------- | ---- | ---- | - | - | - | ---- | ------- |
| 1   | GM    | Miguel Illescas Córdoba   | ESP  | 2575 | 0 | 7 | 2 | 3,5  | 9       |
| 2   | GM    | Amador Rodríguez Céspedes | CUB  | 2477 | 2 | 4 | 2 | 4    | 8       |
| 3   | IM    | Víctor Manuel Vehí Bach   | ESP  | 2454 | 2 | 2 | 3 | 3    | 7       |
| 4   |       | Antonio Gual Pascual      | ESP  | 2453 | 1 | 4 | 1 | 3    | 6       |
| 5   | IM    | Josep Oms Pallisé         | ESP  | 2430 | 2 | 2 | 2 | 3    | 6       |
| 6   | IM    | Michael Rahal             | ENG  | 2396 | 0 | 0 | 0 | 0    | 0       |
| 7   | FM    | Alejandro Bofill Mas      | ESP  | 2362 | 0 | 0 | 0 | 0    | 0       |
| 8   | FM    | José Antonio Lacasa Díaz  | ESP  | 2291 | 0 | 0 | 0 | 0    | 0       |

## CA La Caja Las Palmas
| Nr. | Titel | Name                          | Land | Elo  | G | R | V | Pkt. | Partien |
| --- | ----- | ----------------------------- | ---- | ---- | - | - | - | ---- | ------- |
| 1   | GM    | Iván Morovic                  | CRO  | 2608 | 1 | 7 | 1 | 4,5  | 9       |
| 2   | GM    | Daniel Cámpora                | ARG  | 2526 | 3 | 2 | 4 | 4    | 9       |
| 3   | IM    | Juan Mario Gómez Esteban      | ESP  | 2516 | 2 | 5 | 2 | 4,5  | 9       |
| 4   | IM    | José García Padrón            | ESP  | 2440 | 1 | 1 | 3 | 1,5  | 5       |
| 5   | IM    | Pedro Lezcano Jaén            | ESP  | 2405 | 0 | 0 | 1 | 0    | 1       |
| 6   |       | Juan Manuel Carrasco Martínez | ESP  | 2265 | 1 | 1 | 1 | 1,5  | 3       |
| 7   |       | Ricardo Hernández Déniz       | ESP  | 2270 | 0 | 0 | 0 | 0    | 0       |
| 8   |       | Daniel Ortega Hermida         | ESP  | 2170 | 0 | 0 | 0 | 0    | 0       |

## CA Centro Goya Villa de Teror
| Nr. | Titel | Name                        | Land | Elo  | G | R | V | Pkt. | Partien |
| --- | ----- | --------------------------- | ---- | ---- | - | - | - | ---- | ------- |
| 1   | GM    | Pia Cramling                | SWE  | 2484 | 1 | 7 | 1 | 4,5  | 9       |
| 2   | FM    | Juan Antonio Corral Blanco  | ESP  | 2464 | 3 | 2 | 4 | 4    | 9       |
| 3   | GM    | Juan Manuel Bellón López    | ESP  | 2421 | 1 | 5 | 3 | 3,5  | 9       |
| 4   |       | José María Hernando Rodrigo | ESP  | 2343 | 0 | 6 | 3 | 3    | 9       |
| 5   |       | Francisco López Colón       | ESP  | 2236 | 0 | 0 | 0 | 0    | 0       |
| 6   | WFM   | Lutgarda González Pérez     | ESP  | 2209 | 0 | 0 | 0 | 0    | 0       |
| 7   |       | Luis García Caballero       | ESP  | 2193 | 0 | 0 | 0 | 0    | 0       |
| 8   |       | Pedro Pérez Rosales         | ESP  | 2149 | 0 | 0 | 0 | 0    | 0       |